# Gnaeus Domitius Corbulo
Gnaeus Domitius Corbulo, född omkring 7 i Peltuinum, död år 67 i Cenchreæ, var en romersk fältherre under Claudius och Nero.
Corbulo bekämpade år 47 chauker och friser vid nedre Rhen 
och lät bygga en kanal mellan Rhen och Maas. Han fick därefter sitt verksamhetsfält förlagt till Orienten för att återvinna Armenien av partherna. Även här hade han framgång; Armeniens kung Tiridates nedlade sin krona och fick tillbaka den av Nero år 63. Baktalad av Nero, som fruktade alla potentiella rivaler, dömdes Corbulo till döden år 67. Han tillät dock honom att ta livet av sig vilket vanligen innebar att hans familj fick ärva honom, varpå  Corbulos kastade sig på sitt svärd.